# Arbouet-Sussaute
Arbouet-Sussaute (baskisch Arboti-Zohota) ist eine französische Gemeinde mit 312 Einwohnern (Stand 1. Januar 2022) im Département Pyrénées-Atlantiques in der Region Nouvelle-Aquitaine. Die Gemeinde gehört zum Arrondissement Bayonne und zum Kanton Pays de Bidache, Amikuze et Ostibarre (bis 2015: Kanton Saint-Palais).
Die Bewohner werden Arbotiar oder Zohotar genannt.

## Geographie
Arbouet-Sussaute liegt circa 55 Kilometer östlich von Bayonne im französischen Teil des Baskenlands. Es ist Teil des Pays de Mixe, einem Hochtal der Bidouze in der historischen Region Nieder-Navarra.
Umgeben wird die Gemeinde von den Nachbargemeinden:
- Autevielle-Saint-Martin-Bideren im Nordosten,
- Osserain-Rivareyte im Osten,
- Arbérats-Sillègue und Domezain-Berraute im Süden sowie
- Aïcirits-Camou-Suhast und Gabat im Westen.

Arbouet-Sussaute liegt im Einzugsgebiet des Flusses Adour und wird durchquert von Zuflüssen der Bidouze, die im Ortsgebiet entspringen, dem Lauhirasse und dem Récalde, der teilweise die Grenze zu Arbérats-Sillègue bildet. Außerdem entspringt der Ruisseau de Berd im Gemeindegebiet, der in jenen Lauhirasse mündet, der ein Zufluss des Saison ist.

## Geschichte
Zwischen dem 11. und dem 12. Jahrhundert formierten sich die verschiedenen Provinzen des Baskenlands, Nieder-Navarra, Soule und Béarn. Am Schnittpunkt der Territorien wurde der Grenzstein von Pausasac im Jahre 1395 von Karl III., König von Navarra, auf dem Ortsgebiet von Sussaute aufgestellt. Er liegt an einem Nebenweg des Jakobswegs nach Santiago de Compostela. Zweihundert Meter entfernt ist ein weiterer Grenzstein zu sehen. Er regelte 1547 einen Streitfall zwischen zwei Schäfern und zeigt das Wappen von Navarra auf der einen, das von Béarn auf der gegenüberliegenden Seite.
Arbouet ist bereits im 12. Jahrhundert mit dem Namen Arbute im Kopialbuch der Abtei Saint-Jean de Sorde erwähnt. Andere Toponyme sind: Arbet (1119), Arbut (1125), Arbet (1268), Arboet (1316, 1350, 1413). Die Geschichte von Arbouet ist lange Zeit mit den Lehnsherren desselben Namens verknüpft. Der Pfarrer Juantxo Irigoien war im Zentrum eines Ereignisses während der Französischen Revolution. Weil er sich nicht der von der Verfassunggebenden Nationalversammlung beschlossenen Zivilverfassung des Klerus unterwerfen wollte, wurde er verschleppt und die Kirchengüter konfisziert.
Sussaute wurde erstmals 1160 mit dem Namen Sosaute erwähnt.
Am 14. Juni 1842 wurden die Kommunen Arbouet und Sussaute zusammengelegt.
Arbouret wird von der Trasse der ehemaligen Eisenbahnlinie von Saint-Palais nach Puyoô durchquert. 1884 wurde der eingleisige Betrieb von der Compagnie des chemins de fer du Midi auf der 29 Kilometer langen Strecke aufgenommen und 1984 eingestellt. Markantes Zeugnis ist der mehr 500 Meter lange, fünf bis sechs Meter breite und mehr als 20 Meter tiefe Graben auf dem Ortsgebiet, der für die Trasse gegraben wurde.

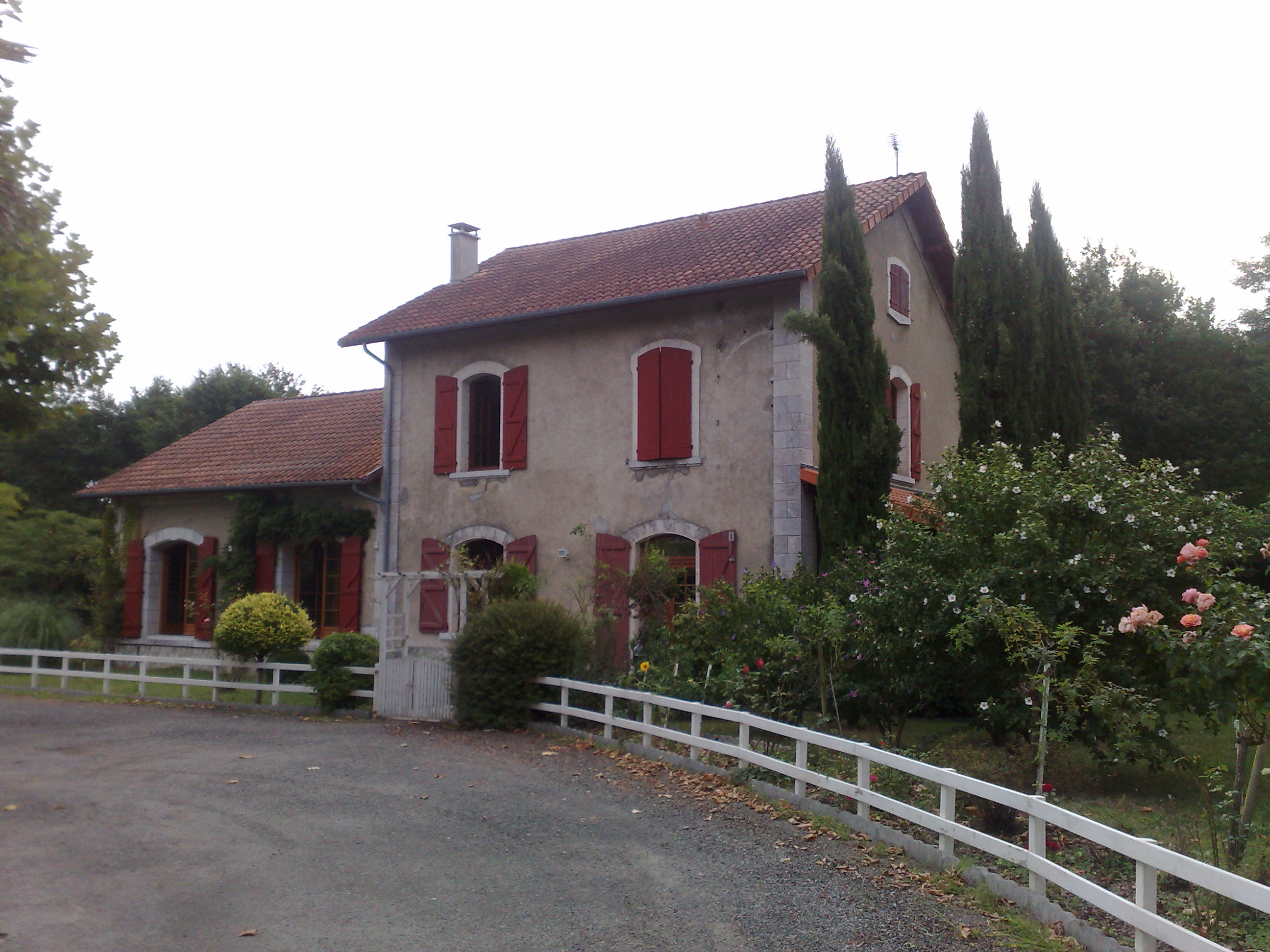
Ehemaliger Bahnhof
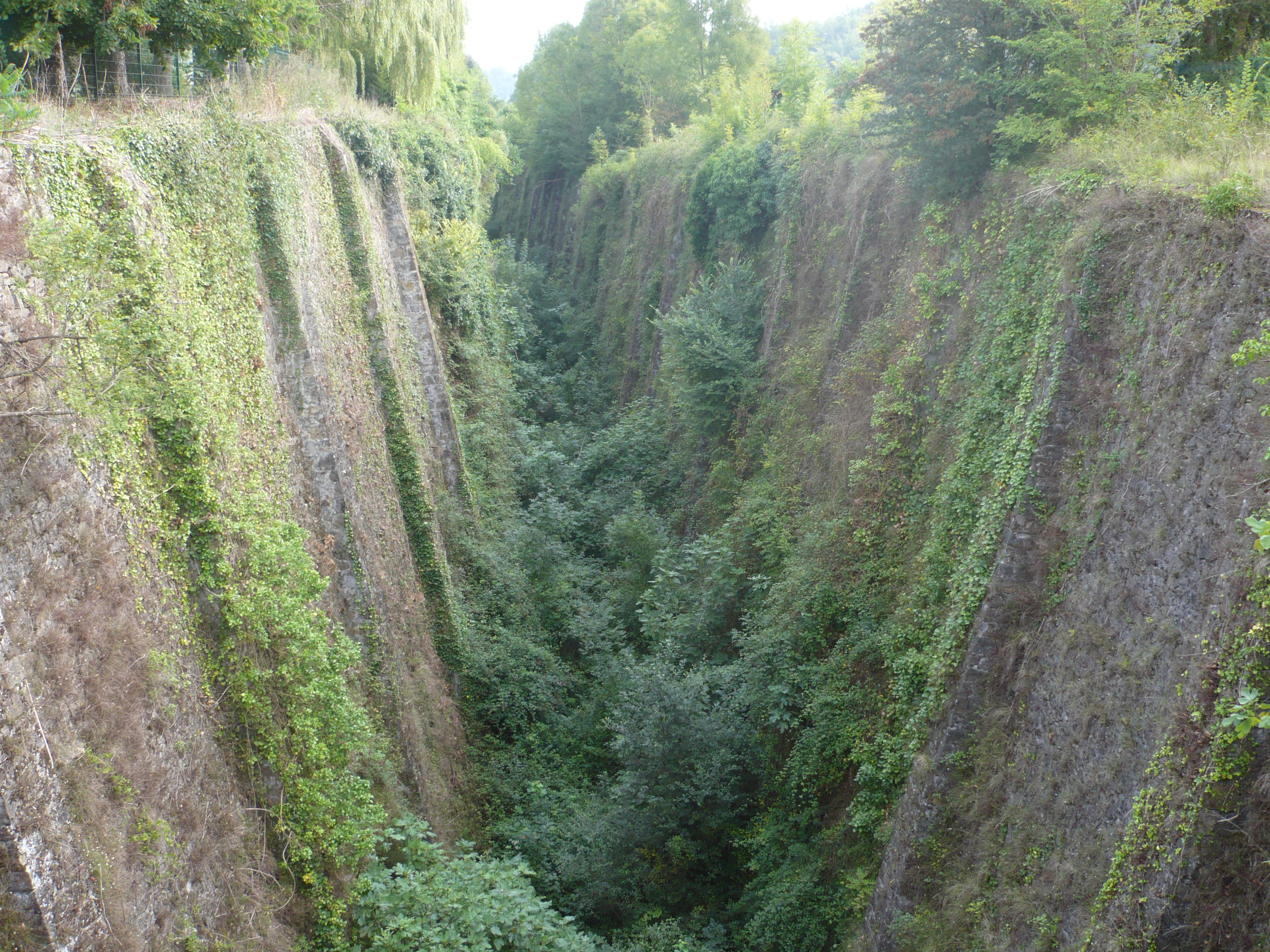
Trassenführung bei Arbouret
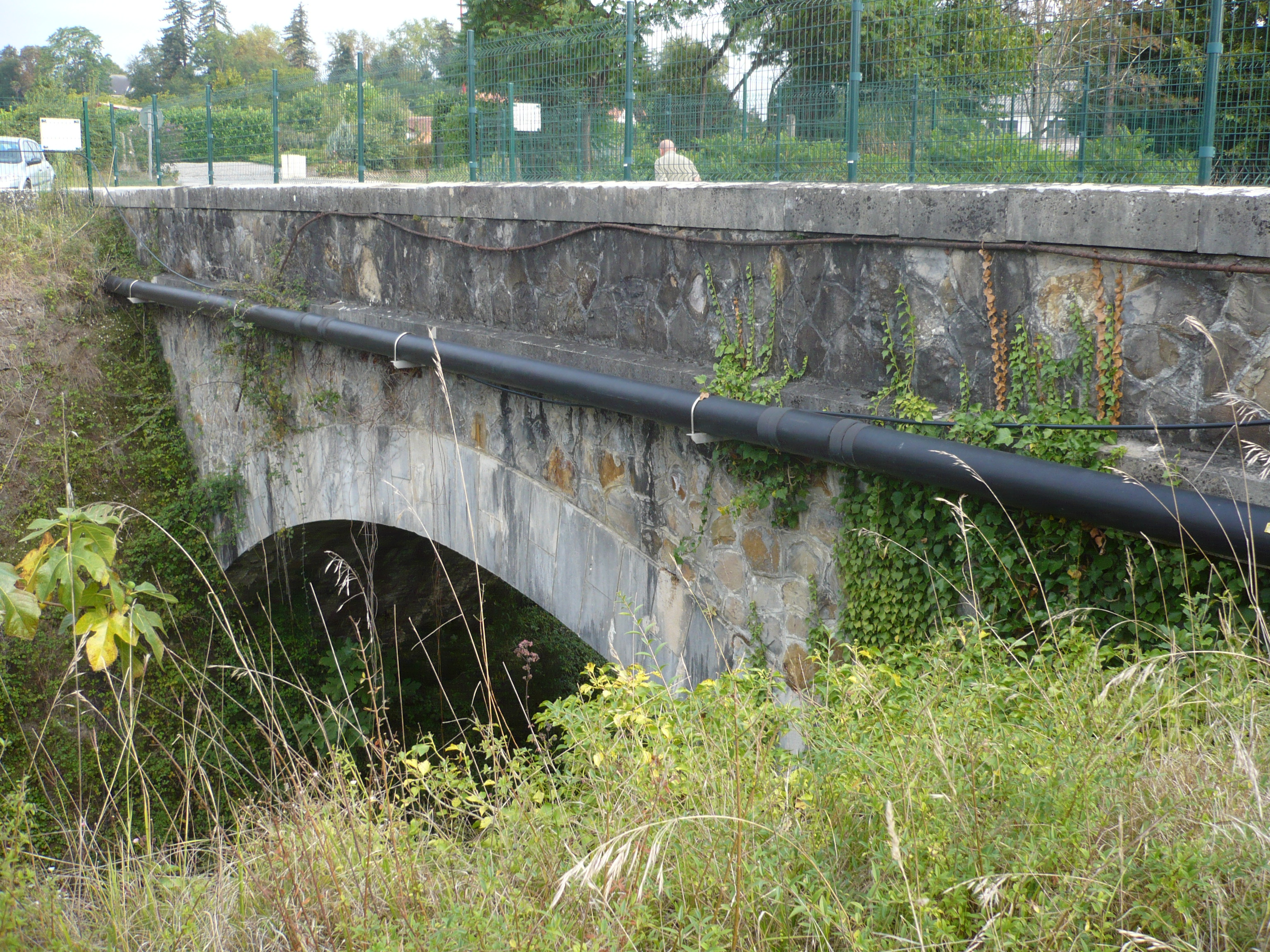
Brücke der D 134 über die Eisenbahntrasse

### Einwohnerentwicklung
| Jahr      | 1968 | 1975 | 1982 | 1990 | 1999 | 2006 | 2009 | 2014 |
| --------- | ---- | ---- | ---- | ---- | ---- | ---- | ---- | ---- |
| Einwohner | 324  | 293  | 289  | 252  | 227  | 242  | 280  | 303  |

Ab 1962 offizielle Zahlen ohne Einwohner mit Zweitwohnsitz

## Sehenswürdigkeiten

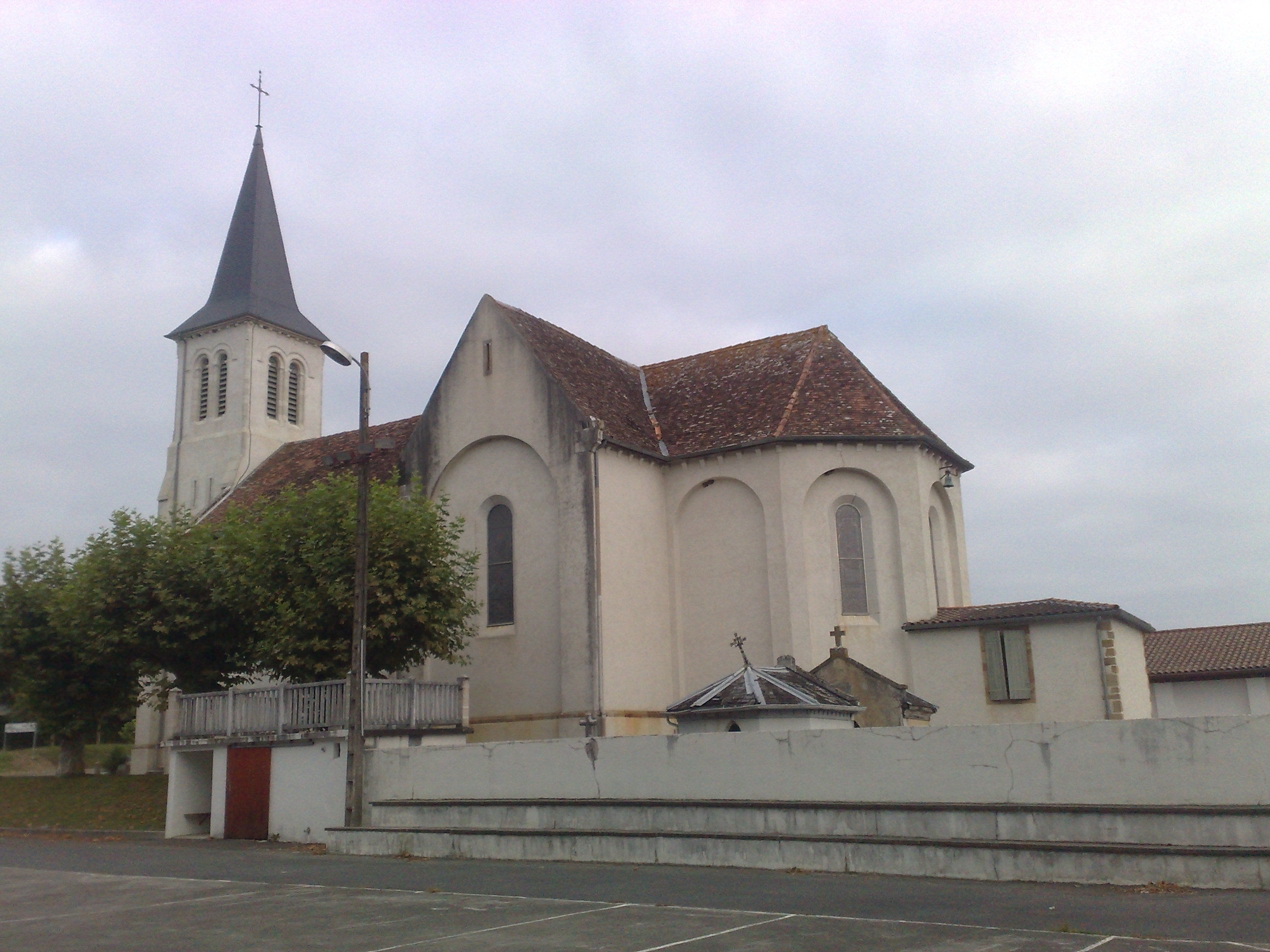
Kirche Saint-Jean-Baptiste von Arbouet

- Kirche Saint-Jean-Baptiste von Arbouet, gewidmet Johannes dem Täufer. Das im romanischen Stil gehaltene Portal ist ein Relikt des einfachen Gebäudes aus dem 12. Jahrhundert. Es steht im Kontrast zu dem Rest der heutigen Kirche, die gegen 1860 im neogotischen Stil vollständig neu aufgebaut wurde. Während das Portal im gelben und roten Sandstein der Region gemeißelt worden war, hat man sich beim Wiederaufbau für einen hellen Stein für das restliche Gebäude entschieden und das Portal aufgrund seines gut erhaltenen Zustands integriert. Bei dieser Gelegenheit ist die Wandmalerei in den Seitenkapellen und im Chor von Xavier Montaut, Abt ursprünglich aus Oloron, ausgeführt und die Glasfenster von Glasmaler Gustave Pierre Dagrant aus Bordeaux eingesetzt. Ein Besuch des angrenzenden Friedhofs lohnt sich für die Betrachtung der für das Baskenland charakteristischen scheibenförmigen Grabkreuze.[10][11][12]

- Die Kirche Saint-Jacques-le-Majeur von Sussaute, gewidmet Jakobus dem Älteren, ist im romanischen Stil gehalten. Im Laufe der Jahrhunderte erfuhr sie unvermeidliche Restaurierungen und Umbauten, wie die Turmuhr im gotischen Stil am Glockenturm bezeugt. Eines der Hauptmerkmale der Kirche ist ein Altaraufsatz im barocken Stil aus dem 18. Jahrhundert, wie er in vielen Kirchen im Baskenland anzutreffen ist. Das Konzil von Trient zwei Jahrhunderte zuvor erlaubte bildliche Darstellungen religiöser Persönlichkeiten und sorgte für eine Entwicklung dieser Altaraufsätze. Klassische Formen wie Säulen und ein kleiner gesprengter Giebel umrahmen ein Gemälde mit Jakobus dem Älteren, dem die Kirche geweiht ist. Er ist unschwer an seinen Attributen zu erkennen, dem Pilgerstab, der Kalebasse und den Jakobsmuscheln. Das Heiligenbild stellt einen direkten Bezug zur Lage von Sussaute am Jakobsweg her.[13][14]

## Wirtschaft und Infrastruktur
Die Wirtschaft der Kommune wird maßgeblich von der Landwirtschaft bestimmt.
Arbouet-Sussaute liegt in den Zonen AOC des Ossau-Iraty, ein traditionell hergestellter Schnittkäse aus Schafmilch, sowie der Schweinerasse und des Schinkens „Kintoa“.

### Verkehr
Arbouet-Sussaute wird durchquert von den Routes départementales 134, 246 und 933 (ehemalige Route nationale 133).